# 阿卜杜勒侯賽因·哈茲爾
阿卜杜勒侯賽因·哈茲爾（波斯語：‎，1902年6月4日—1949年11月5日）是一位伊朗總理。
他十度出任政府部長，亦曾出任總理。
在出任皇庭部長期間，他在1949年11月被納瓦布·薩法維的武裝組織伊斯蘭敢死隊的成員賽義德·侯賽因·埃馬米·伊斯法哈尼刺殺，終年50歲。